# Diogmites inclusus
Diogmites inclusus är en tvåvingeart som först beskrevs av Walker 1851.  Diogmites inclusus ingår i släktet Diogmites och familjen rovflugor. Inga underarter finns listade i Catalogue of Life.